# Tasmaphena sinclairi
Tasmaphena sinclairi är en snäckart som först beskrevs av Ludwig Pfeiffer 1846.  Tasmaphena sinclairi ingår i släktet Tasmaphena och familjen Rhytididae. Inga underarter finns listade i Catalogue of Life.